# 紫舟
紫舟（ししゅう）は、日本の女性、書道家。
大阪芸術大学美術学科教授。

## 来歴
6歳より書道を始め、小学生の頃には8段になる。大学卒業後は神戸のアパレルメーカーでOLとして働いていたが3年目に退職し 書家に転身。京都府・奈良県で書の研鑽を積み、2001年7月に初めての個展を開く。2003年、奈良にアトリエを構えると、2005年には東京、2006年には都内の別の場所へ再移転している。書の作品展の他、テレビ番組や書籍、映画などの題字、新聞・雑誌の連載などでも活躍している。2007年にはショートショートフィルムフェスティバルの審査員も務めた。
2011年には東日本大震災復興支援で行われたロックユニットCOMPLEXのライブテーマ「日本一心」の書を手掛ける。
2004年11月から2年半の間、朝日新聞で「いい名」を連載していた。内容は、0歳から109歳まで112人の名前の由来やエピソードを元に、その人の名前を書で書き表すというものであった。同年11月、東大寺にある東大寺整肢園の壁画を手がけた。2009年11月には外務省の文化事業でアルゼンチン、ウルグアイ、チリを訪れた。朝日新聞で「一語一会」、読売新聞で「言葉のアルバム」も連載している。
2010年4月より放送されたNHK大河ドラマ「龍馬伝」題字を担当、6月、「吉野・高野・熊野の国」の象徴となる。10月、パシフィコ横浜で開催された「APEC Japan 2010」の会議ロゴを手がけ、メイン会議場ではチームラボと共同制作した映像が放映される。
2012年2月、内閣官房からの依頼でスイスダボス会議「JAPAN」ロゴを担当。8月、伊勢神宮第62回「式年遷宮」（2013年10月2日／5日）にあたり、「祝御遷宮」を揮毫・奉納。10月、経済産業省「Cool JAPAN」ロゴを担当。
2013年1月、東大寺に年始書初め奉納。5月、雑誌「AERA」にて連載「心書」スタート。9月、海上自衛隊から米軍第七艦隊70周年のお祝いとして、紫舟の書画「七鷲炯炯」が贈られる。NHK中央放送番組審議委員（2009年 - ）。
2013年、大阪芸術大学美術学科教授に就任。
2014年1月、サンフレッチェ広島チームスローガン「全力」を担当。
2014年12月、ルーブル美術館Carrousel Du Louvreで開催されたフランス国民美術協会（ソシエテ・ナショナル・デ・ボザール）サロン展、「S.N.B.A金賞」およびオルセー美術館などフランスを代表する美術館や博物館の審査員による最高賞「審査員賞金賞」受賞。
2015年、ミラノ国際博覧会日本館クリエイターとして、プロローグを担当。「相生（あいおい）」をテーマに、書、大鼓、義太夫といった日本の伝統文化だけで構成された映像、約3mのキャンバス画「雨の一生」8点、ガラスと鉄の書の彫刻で構成された空間をプロデュース。巨大スクリーンに「命」の文字を書いた。

### 受賞
- 2005年 - 第31回AU国際芸術選抜展、ディ・マウロ賞。
- 2007年7月 - 第35回AU現代芸術国際展、嶋本昭三賞。
- 2010年3月 - 第5回手島右卿賞[9]。
- 2010年 - DDAデザイン賞2011「優秀賞」受賞。受賞作「龍馬のことば展」東京ミッドタウン
- 2012年 - フランスLaval Virtual 2012「設計芸術文化賞」受賞
- 2013年2月 - 第5回G1新世代リーダーアワード【社会・文化の部】受賞
- 2014年12月 - フランス国民美術協会（S.N.B.A）サロン展（於ルーブル美術館Carrousel Du Louvre）「S.N.B.A金賞」および最高賞「審査員賞金賞」受賞

## 主な作品
- 日本国政府
  - 内閣官房「JAPAN」
  - 外務省「APEC Japan 2010」
  - 農林水産省「JAPAN」
  - 経済産業省「Cool JAPAN」
  - 防衛省　海上自衛隊　潜水艦「剣龍」
  - 防衛省　航空自衛隊「日本一心」
- NHK
  - 大河ドラマ「龍馬伝」
  - 地域発ドラマ「あったまるユートピア」[10]
  - 美術番組「美の壺」[1][2]　※オープニング映像に本人が登場することもある
  - 「沸騰都市」
  - 「ヒーローたちのオリンピック」
  - 「Jリーグ」
  - 「China Wow！」
  - 「SPORTS JAPAN」
- 伊勢神宮
  - 第62回式年遷宮「祝御遷宮」
- 東大寺
  - 年始書初め奉納
- 春日大社
  - 第60次式年造替「祝御造替」
- 東京駅
  - 重要文化財　東京ステーションホテル「鳳凰」
- その他
  - 三菱商事、川崎重工業、スズキ自動車、日産自動車、パソナ、アサヒビール、東京証券取引所など多数
- 海外展示
  - フランス：フランス国民美術協会サロン展　日本代表26m展示（2014）
  - フランス：ギメ美術館「クレマンソー、虎とアジア展 -Clemenceau, le Tigre et l'Asie-」作品展示（2014）
  - スイス：「ダボス会議 -JAPAN NIGHT 2012-」招待公演展示（2012）
  - 中国・北京：「第1回中国国際サービス貿易交易会 -JAPAN NIGHT-」招待公演（2012）
  - 国際芸術祭「ベネチアビエンナーレ」企画展　「Future Pass - From Asia to the World」（2011,2005）
  - パリコレクション（ルーブル美術館）　AGURI SAGIMORI 作品展示（2009）
  - 外務省「日本文化賞紹介派遣事業」アルゼンチン・ウルグアイ・チリ（2009）
  - エジプト：「日本アラブ国際会議」書家代表として招待公演展示（2007）
  - 展示国：フランス、イタリア、スイス、ベルギー、中国、シンガポール、アメリカ、エジプト、アルゼンチン、ウルグアイ、チリ他
- 書籍・作品集
  - 『いい名』（子どもの未来社出版）2007年10月
  - 『龍馬のことば』（朝日新聞出版）2010年4月
  - 『アカルイミライ』（芸術生活社） 2011年4月

## 出演
テレビ
- スタジオパークからこんにちは（2010年5月19日、NHK総合）
- 課外授業 ようこそ先輩（2010年6月27日、NHK総合）
- グラン・ジュテ 私が跳んだ日（2011年6月9日、NHK教育）
- 桂三枝のすべて～六代桂文枝襲名～（2012年7月29日、NHK BSプレミアム）
- 情熱大陸〜書道なのか芸術なのか…（2013年1月6日、TBS）
- 日曜美術館（2013年11月10日、NHK総合）

CM
- SK-Ⅱ　「力」　（世界13か国で採用）
- スズキ・アルト　「空」　かしこくステキな女性達編（2009年 - ）
- 白鶴酒造　「初・慶・舞」

ラジオ
- NHKラジオ「新春インタビュー」（2005年1月）
- TOKYO FM 「福山雅治のSUZUKI Talking F.M.」（2010年）

連載
- AERA「心書」（2013年5月 - ）

社会貢献活動
- 東日本大震災復興支援「日本一心プロジェクト」主宰（2010年 - ）
- 署の文化普及活動「ラブレタープロジェクト」主宰（2007年 - ）
- NHK中央放送番組審議委員（2010年 - 2期目）